# Penny Penates
«Грошовые пенаты» (англ. Penny Penates) — почтовая карточка (открытка), которая была отправлена 14 июля 1840 года в Фулем в Лондоне и адресована писателю и записному шутнику Теодору Хуку, который, вероятно, был также отправителем и художником открытки. На открытке ручной работы изображены служащие почтового отделения, сидящие вокруг огромной чернильницы.
Открытка была обнаружена в 2001 году одним филателистическим дилером во время изучения им коллекции почтовых марок и получила подтверждение экспертной комиссии Британской филателистической ассоциации как подлинная и самая старая в мире из известных открыток. Это также единственный известный сохранившийся пример использования почтовой марки «чёрный пенни», первой в мире почтовой марки, на почтовой карточке.
Карточка была продана на аукционе в 2002 году за 31 750 фунтов стерлингов (44 300 долларов США), что является наибольшей суммой, уплаченной за открытку.

## Дизайн

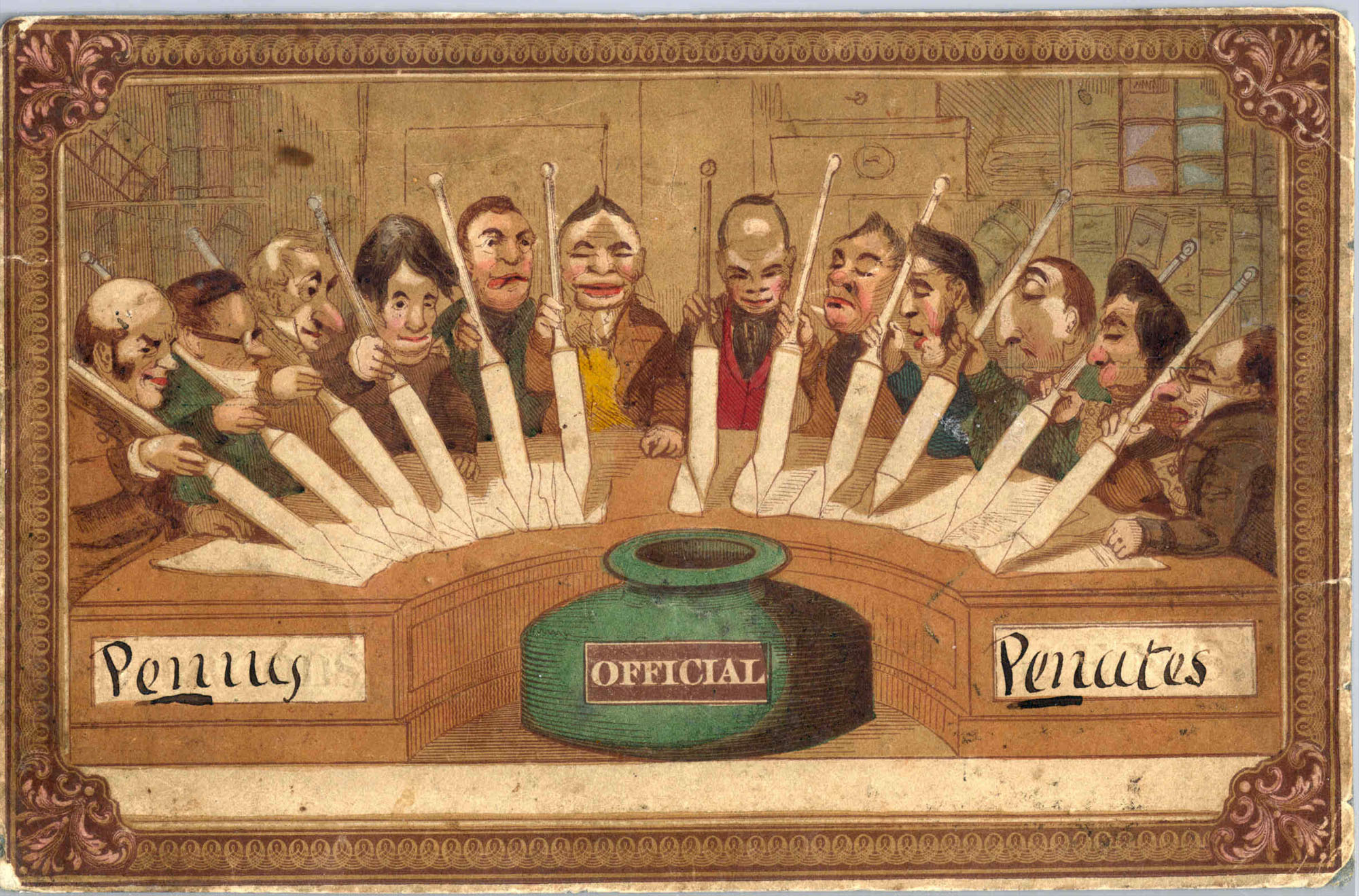
Рисунок на лицевой стороне открытки

Открытка изготовлена из тонкого картона. Акварельный рисунок на лицевой стороне открытки изображает нескольких почтовых служащих с огромными перьевыми ручками, которые сидят вокруг огромной чернильницы с надписью «Служебное». Клерки подсчитывают в бухгалтерских книгах суммы почтовых сборов за корреспонденцию, пересылаемую через почтовое отделение. На обратной стороне стоит оттиск почтового штемпеля Фулема, почтовая марка «чёрный пенни» наклеена в правом верхнем углу в качестве знака почтовой оплаты. На круглом почтовом штемпеле под надписью обозначена дата: 14 июля 1840 года.
В древнеримской религии пенаты были божествами-хранителями и покровителями домашнего очага или кладовых. Теодор Хук вручную изготовил цветную почтовую карточку с карикатурой на почтовых служащих как «хранителей» почтовой связи. Открытка была задумана как забавный розыгрыш

## История
Почтовая карточка была отправлена из Лондона в Фулем (Англия) 14 июля 1840 года. Это единственный известный случай использования на открытке «чёрного пенни», первой в мире почтовой марки, которая обычно использовалась только для пересылки писем.

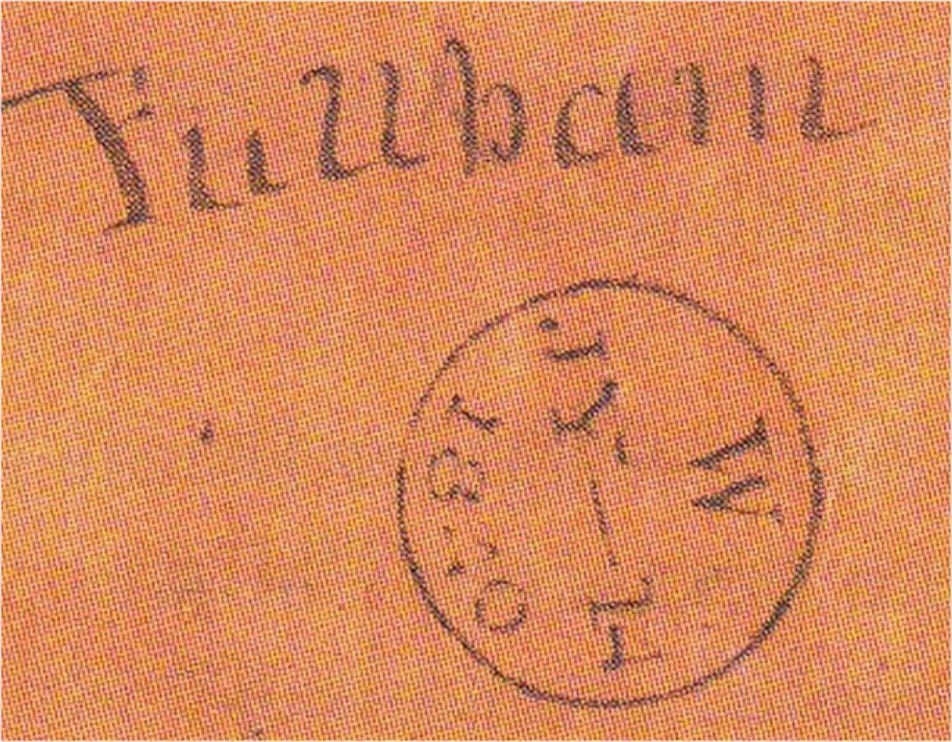
Обратная сторона с оттиском почтового штемпеля Фулема — 14 июля 1840 г.

Экспертная комиссия Британской филателистической ассоциации подтвердила, что почтовая карточка с наклеенной почтовой маркой является подлинной и старейшей в мире. Она была продана на аукционе за 31 750 фунтов стерлингов (44 300 долларов США) в марте 2002 года. Специалист по истории почты Эдвард Прауд сказал, что это была самая высокая цена, когда-либо уплаченная за открытку. Победившая заявка была подана по телефону коллекционером открыток из Риги (Латвия).

## Значение
В 2001 году один эксперт обнаружил эту открытку в коллекции почтовых марок и, собрав воедино последовательность исторических событий, понял, что она была изготовлена и отправлена по почте Теодором Хуком. До этого считалось, что концепция открытки была изобретена в США, Германии или Австрии. Коллекционеры открыток XX века считали, что первые открытки были изготовлены в 1860-х годах. Изготовленная вручную открытка, отправленная за 20 лет до этого с помощью лондонской почты, говорит об ином.